# Sauce vierge

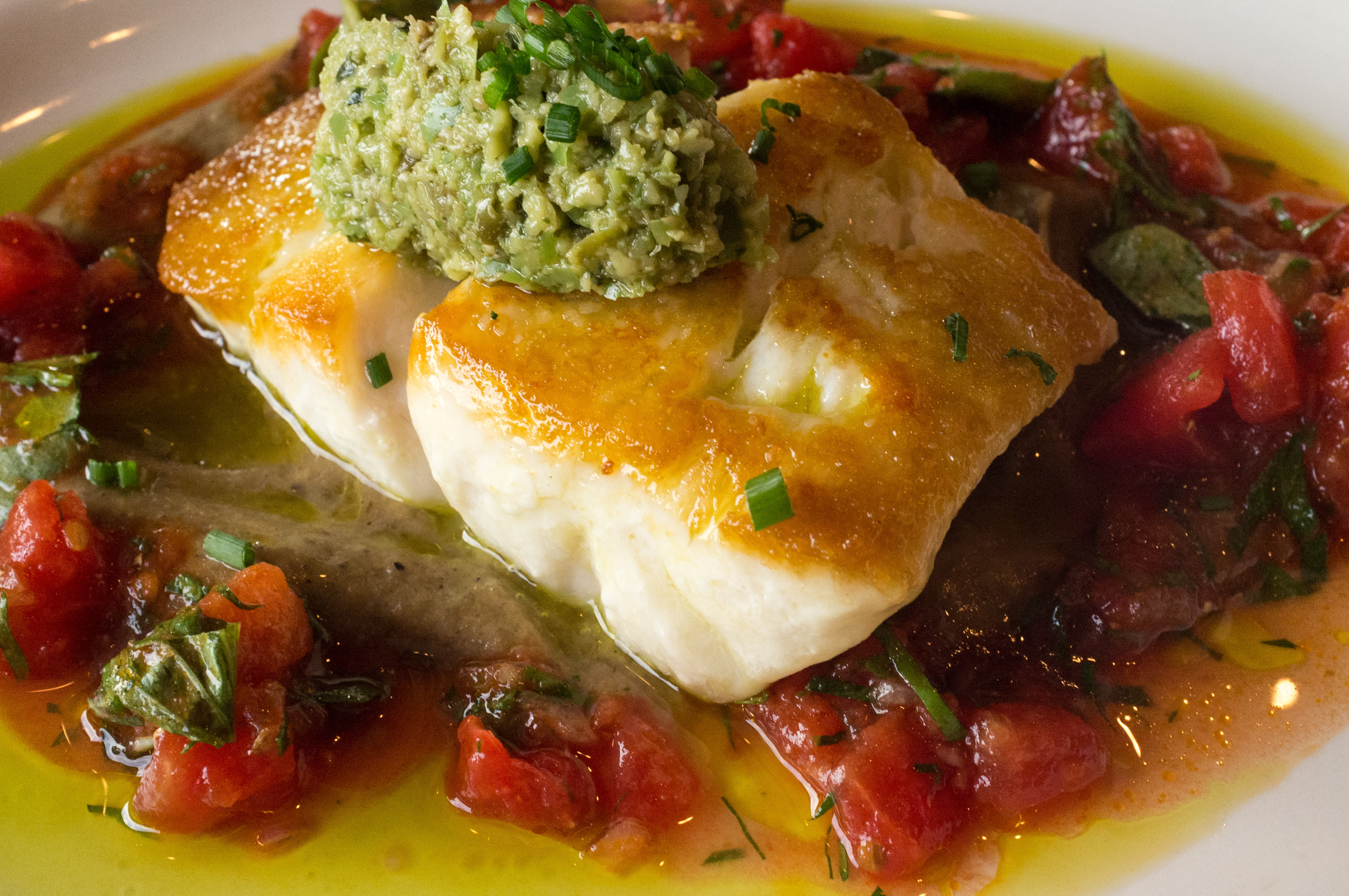
Vivaneau rouge à la sauce vierge accompagné d'une tapenade d'olives et une purée d'aubergines.

La sauce vierge est une sauce citronnée d'origine française. En fait, deux sauces portent ce nom : la plus connue, popularisée avec la nouvelle cuisine, contient des dés de tomates ; l'autre est plus ancienne.

## Version avec tomate
Cette sauce est préparée à partir d’huile d'olive, de jus de citron, d'ail, de tomates et de basilic hachés. Des ingrédients supplémentaires sont parfois ajoutés, comme des graines de coriandre écrasées, de l'échalote et d'autres herbes comme du cerfeuil, de la ciboulette, de l'estragon ou du persil,.

### Historique
La sauce vierge a été popularisée dans les années 1980 par Michel Guérard, l'un des chefs français à l'origine du retour au premier plan du mouvement de la nouvelle cuisine. On la retrouve notamment dans la cuisine méditerranéenne.

### Utilisation
Cette sauce est généralement servie avec des crustacés ou des poissons comme la morue (ou cabillaud), la sole, le rouget ou le saumon. Elle est parfois servie sur des pâtes ou en accompagnement d'une salade ou d'une viande blanche comme le poulet.

## Version sans tomate
La sauce vierge héritée de la gastronomie traditionnelle française est un simple mélange de beurre en pommade et de jus de citron, fouetté jusqu'à ce qu'il soit mousseux. Elle est généralement servie froide, avec des légumes cuits à l'eau, comme des poireaux ou des asperges.